# 福島県道352号布沢横田線
福島県道352号布沢横田線（ふくしまけんどう352ごう ふざわよこたせん）は、福島県南会津郡只見町から大沼郡金山町に至る一般県道である。

## 路線概要
- 起点：南会津郡只見町大字布沢字片道
- 終点：大沼郡金山町大字横田字居平
- 総延長：12.435km[1]
  - 実延長：総延長に同じ
- 路線認定年月日：1959年8月31日[2]

### 冬期交通不能区間
- 南会津郡只見町布沢字片道～大沼郡金山町山ノ入字鮭立（只見・金山町境 松坂峠）（延長7.8km）[3]

### 道路施設
鮭立橋
- 全長：15.0m
- 幅員：5.0m
- 竣工：1972年[4]

金山町山入字田中にて一級水系阿賀野川水系山入川を渡る。

## 通過する自治体
- 南会津郡只見町 － 大沼郡金山町

## 接続・交差する道路
- 只見町内
  - 福島県道153号小林会津宮下停車場線（布沢字片道 起点）
- 金山町内
  - 国道252号（横田字居平 終点）

## 沿線
- 松坂峠
- 大岐ダム